# 小さな生き物
『小さな生き物』（ちいさないきもの）は、日本のロックバンド・スピッツの通算14作目のオリジナルアルバム。2013年9月11日にユニバーサルミュージックより発売。レーベルはユニバーサルJ。

## 概要
- 前作『とげまる』から約3年振りとなるオリジナルアルバム。
- 本作はスピッツのオリジナルアルバムとしては史上初の複数形態[9]となっており、「デラックスエディション 完全数量限定生産盤（以下デラックスエディション盤）」「期間限定盤」「通常盤」の3形態で発売。
  - デラックスエディション盤・期間限定盤はSHM-CD、通常盤はCD仕様になっている。
  - デラックスエディション盤にはボーナストラックが収録される他、ミュージックビデオと撮り下ろしのライブ映像をそれぞれ収録した2枚のBlu-rayもしくはDVDが付き、さらにパッケージもオリジナルの仕様となっている。また、アルバムタイトルにちなみ、スピッツオリジナルの拡大鏡が付属されている。
  - 期間限定盤には、通常盤のCDに加えミュージックビデオ収録のBlu-rayもしくはDVDが付属する。またパッケージはスリーブケース仕様となっている[10]。
  - このような形態で発売することになった理由としてメンバーの田村明浩は、「次のアルバムをリリースするときに、CDがあるのかわからない時代になっている。なら残せるものは残しておこうと思った」と語っている。しかしながら、複数買わないと内容をコンプリートできないようなものにはしたくなかったという[11]。
- カバーモデルは小林亮太で、「小さな生き物」のPVにも出演している[12]。
- 2013年9月23日付オリコンアルバムチャートで初週7.7万枚を売り上げ、『さざなみCD』（2007年）以来5年11か月ぶり・通算10作目となる初登場首位を獲得した[13]。また、これで90年代・2000年代・2010年代と、三つの世代で首位獲得を果たした。

## 収録曲
| 全作詞・作曲: 草野正宗。 |                               |           |            |                     |      |
| #                        | タイトル                      | 作詞      | 作曲・編曲 | 編曲                | 時間 |
| 1.                       | 「未来コオロギ」              | 草野正宗  | 草野正宗   | スピッツ & 亀田誠治 | 4:13 |
| 2.                       | 「小さな生き物」              | 草野正宗  | 草野正宗   | スピッツ & 亀田誠治 | 3:23 |
| 3.                       | 「りありてぃ」                | 草野正宗  | 草野正宗   | スピッツ & 亀田誠治 | 3:33 |
| 4.                       | 「ランプ」                    | 草野正宗  | 草野正宗   | スピッツ & 亀田誠治 | 4:03 |
| 5.                       | 「オパビニア」                | 草野正宗  | 草野正宗   | スピッツ & 亀田誠治 | 3:04 |
| 6.                       | 「さらさら」                  | 草野正宗  | 草野正宗   | スピッツ & 亀田誠治 | 4:14 |
| 7.                       | 「野生のポルカ」              | 草野正宗  | 草野正宗   | スピッツ & 亀田誠治 | 3:34 |
| 8.                       | 「scat」                      | 草野正宗  | 草野正宗   | スピッツ            | 2:52 |
| 9.                       | 「エンドロールには早すぎる」  | 草野正宗  | 草野正宗   | スピッツ & 亀田誠治 | 4:09 |
| 10.                      | 「遠吠えシャッフル」          | 草野正宗  | 草野正宗   | スピッツ            | 2:57 |
| 11.                      | 「スワン」                    | 草野正宗  | 草野正宗   | スピッツ & 亀田誠治 | 3:25 |
| 12.                      | 「潮騒ちゃん」                | 草野正宗  | 草野正宗   | スピッツ & 亀田誠治 | 3:29 |
| 13.                      | 「僕はきっと旅に出る」        | 草野正宗  | 草野正宗   | スピッツ & 亀田誠治 | 4:45 |
| 14.                      | 「エスペランサ」(Bonus Track) | 草野正宗  | 草野正宗   | スピッツ            | 3:29 |
| 合計時間:                | 合計時間:                     | 合計時間: | 51:10      |                     |      |

### 楽曲解説
1. 未来コオロギ
  - 当初はこれがアルバムタイトルの予定だった。
2. 小さな生き物
  - 表題曲。「センチュリー21」ブランドCMソング。PVが作られており、DISC2に収録されている。
3. りありてぃ
4. ランプ
5. オパビニア
  - オパビニアとは、古生代カンブリア紀に生息していた生物の名前である。
6. さらさら
  - 先行シングルとなる38枚目のシングル（「僕はきっと旅に出る」との両A面）。DISC2にPVが収録されている。
7. 野生のポルカ
  - PVが作られており、DISC2に収録されている。最後のコーラスはメンバーと亀田、さらにフラワーカンパニーズのメンバーが参加しているという。
  - 歌詞に登場する「武蔵野の空」の部分は、ライブでは会場に合わせて地名が変更される。
8. scat
  - 7拍子から始まる曲で、タイトルの通り、ボーカルは全編スキャットで構成されている。事実上のインストゥルメンタル楽曲であり、アルバムに収録されたものとしては『ハヤブサ』収録の「宇宙虫」以来13年ぶりとなり、草野作のインストは初めて。
9. エンドロールには早すぎる
  - ディスコ調の曲で、ギター以外のサウンドは打ち込みで作られている。
10. 遠吠えシャッフル
  - ソウル・フラワー・ユニオンの奥野真哉がオルガンで参加している。
11. スワン
12. 潮騒ちゃん
  - 歌詞中に、草野の地元である福岡県の方言、博多弁が使用されている。
13. 僕はきっと旅に出る
  - 先行シングルとなる38枚目のシングル（「さらさら」との両A面）。
14. エスペランサ (Bonus Track)
  - デラックスエディッション盤のみ収録曲。
  - 「エスペランサ」とはスペイン語で希望の意味を持つ。

### デラックスエディション盤・期間限定盤Blu-ray、DVD
| #  | タイトル                               | 作詞 | 作曲・編曲 | 監督     |
| -- | -------------------------------------- | ---- | ---------- | -------- |
| 1. | 「さらさら」(ミュージック・ビデオ)     |      |            | 北山大介 |
| 2. | 「野生のポルカ」(ミュージック・ビデオ) |      |            | 北山大介 |
| 3. | 「小さな生き物」(ミュージック・ビデオ) |      |            | 北山大介 |

### デラックスエディション盤Blu-ray、DVD
| #  | タイトル                                                    | 作詞 | 作曲・編曲 |
| -- | ----------------------------------------------------------- | ---- | ---------- |
| 1. | 「運命の人」(スペシャルライヴ at 横浜BLITZ)                 |      |            |
| 2. | 「あかさたな」(スペシャルライヴ at 横浜BLITZ)               |      |            |
| 3. | 「さらさら」(スペシャルライヴ at 横浜BLITZ)                 |      |            |
| 4. | 「りありてぃ」(スペシャルライヴ at 横浜BLITZ)               |      |            |
| 5. | 「夕焼け」(スペシャルライヴ at 横浜BLITZ)                   |      |            |
| 6. | 「潮騒ちゃん」(スペシャルライヴ at 横浜BLITZ)               |      |            |
| 7. | 「エンドロールには早すぎる」(スペシャルライヴ at 横浜BLITZ) |      |            |

1. 運命の人
2. あかさたな
  - 未発表曲。『見っけ』のデラックスエディションSpitzbergen会員限定盤にてライブテイクがCD化されている。
3. さらさら
4. りありてぃ
5. 夕焼け
6. 潮騒ちゃん
7. エンドロールには早すぎる

この他ライブ当日のメイキング映像も収録。

## アナログ盤
- デラックスエディションに収録される「エスペランサ」を加えた14曲を収録したアナログレコード版も発売された。
- 「小さな生き物」と「ランプ」の2曲は演奏終了後の楽器の音がフェードアウトするタイミングがCDより2秒ほど遅くなっている。
- 「未来コオロギ」はCD版ではカットされているギターのイントロから収録されている。

SIDE-A
1. 小さな生き物
2. りありてぃ
3. オパビニア
4. 未来コオロギ

SIDE-B
1. さらさら
2. ランプ
3. 野生のポルカ
4. scat
5. エンドロールには早すぎる

C Side
1. 遠吠えシャッフル
2. スワン
3. 潮騒ちゃん
4. 僕はきっと旅に出る

D Side
-Bonus Track-
1. エスペランサ

## クレジット
全曲（特記以外）
- 草野マサムネ：Vocals, Guitars

- 三輪テツヤ：Guitars

- 田村明浩：Bass Guitar (#9除く）
- 﨑山龍男：Drums (#9除く）

未来コオロギ
- 皆川真人：Tambourine
- 豊田泰孝：Manipulation

小さな生き物
- 藤田乙比古、勝俣泰：French Horn
- 西村浩二、菅坡雅彦：Flugelhorn
- 豊田泰孝：Manipulation

りありてぃ
- 皆川真人：Synthesizer
- 豊田泰孝：Manipulation

ランプ
- 斎藤有太：Organ
- 井上俊次：Fagotto
- 豊田泰孝：Manipulation

オパビニア
- 皆川真人：Organ
- 豊田泰孝：Manipulation

さらさら
- 下成佐登子：Background Vocal

野生のポルカ
- フラワーカンパニーズ（鈴木圭介、グレートマエカワ、竹安堅一、ミスター小西）
- 亀田誠治：Sing-along
- 佐藤芳明：Accordion
- 山本拓夫：Tin whistle

エンドロールには早すぎる
- 豊田泰孝：Manipulation

遠吠えシャッフル
- 奥野真哉：Organ

スワン
- 皆川真人：Organ

潮騒ちゃん
- 亀田誠治：Handclap
- 豊田泰孝：Manipulation

僕はきっと旅に出る
- 豊田泰孝：Manipulation